# Ajay Bhatt
Ajay V. Bhatt (Índia, 1957) é um arquiteto de computadores indiano, que foi o líder da equipa da IBM que trouxe o USB para o mercado na década de 1990.
Tornou-se conhecido num anúncio de televisão da Intel em 2009, onde é apresentado como o co-inventor da tecnologia USB.